# Clifford Dupont
Clifford Walter Dupont (Londen, 6 december 1905 – Salisbury, 28 juni 1978) was een Rhodesisch staatsman. Hij stamde uit een hugenotenfamilie.
In 1964, toen de Centraal-Afrikaanse Federatie uiteenviel, werd Dupont vicepremier van de blanke minderheidsregering in Zuid-Rhodesië.
Na de eenzijdige onafhankelijkheidsverklaring door premier Ian Smith van Zuid-Rhodesië werd Dupont door de regering benoemd tot gouverneur van het "onafhankelijke" Rhodesië, feitelijk staatshoofd. Officieel vertegenwoordigde hij koningin Elizabeth, maar de koningin en de Britse regering bleven de afgezette gouverneur Humphrey Gibbs erkennen.
In 1970 werden de banden met het moederland verbroken, en proclameerde het blanke bewind de Republiek Rhodesië. Daarvan werd Clifford Dupont president, welk ambt hij tot 1975 vervulde. Alleen het apartheidsbewind van Zuid-Afrika erkende hem. In 1975 werd hij opgevolgd als president door Henry Everard.